# مایباخ ۵۷ و ۶۲
مایباخ ۵۷ و ۶۲ (Maybach 57 and 62) خودروهایی هستند که از سال ۲۰۰۲ تا ۲۰۱۳ به تعداد حدود ۲٬۱۱۰ دستگاه در اشتوتگارت، آلمان، تولید شده‌اند. وزن آن‌ها در حالت طبیعی ۲٬۷۳۵ کیلوگرم (۶٬۰۳۰ پوند) است و سیستم جعبه‌دندهٔ آن‌ها ۵ دنده به صورت خودکار است. اعداد ۵۷ و ۶۲ اشاره به طول این خودروها دارند که در مدل ۵۷ حدود ۵۷۰۰ سانتی‌متر و در مدل ۶۲ حدود ۶۲۰۰ سانتی‌متر است.